# Довжанський ландшафтний заказник
Довжанський — ландшафтний заказник місцевого значення у Золотоніському районі Черкаської області.

## Опис
Площа 29,0 га. Як об'єкт природно-заповідного фонду створено рішенням Черкаської обласної ради від 11.09.2020 року № 38-20/VII.
Розташовано в адміністративних межах с. Хрестителеве.
Під охороною перебуває територія в одному з витоків річки Бурімка. Це низинна ділянка, яка представлена угруповуваннями багаторічних насаджень та злакових трав. Водний та прибережний комплекси є місцем оселення для багатьох видів фауни.
Землекористувач та землевласник —  Чорнобаївська селищна громада.